# پترا کالینز
پترا کالینز (به انگلیسی: Petra Collins) (زادهٔ ۲۱ دسامبر ۱۹۹۲) عکاس و هنرمندی اهل تورنتوی کانادا است. کالینز در تورنتو پرورش یافت و در Rosedale Heights School of the Arts آموزش دید. همان‌جا و در سن ۱۵ سالگی بود که کالینز شروع به فعالیت در هنرِ عکاسی کرد. کالینز هم‌اکنون در «دانشکدهٔ هنر و طراحی انتاریو» مشغول به تحصیل است.